# Брамше
Бра́мше (нім. Bramsche) — місто в Німеччині, розташоване в землі Нижня Саксонія. Входить до складу району Оснабрюк.
Площа — 183,32 км2.
Місто поділяється на 14 міських районів.

## Галерея

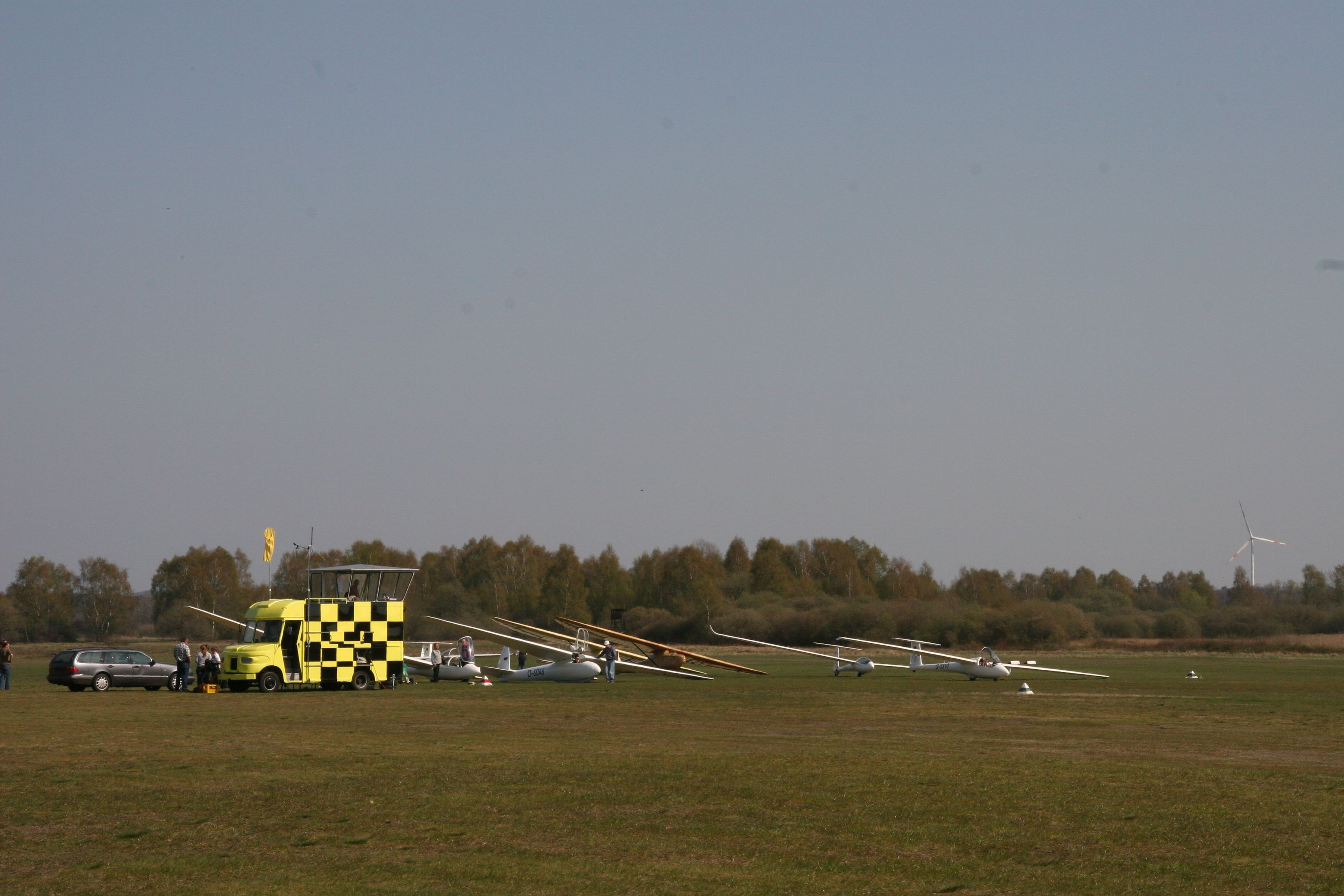
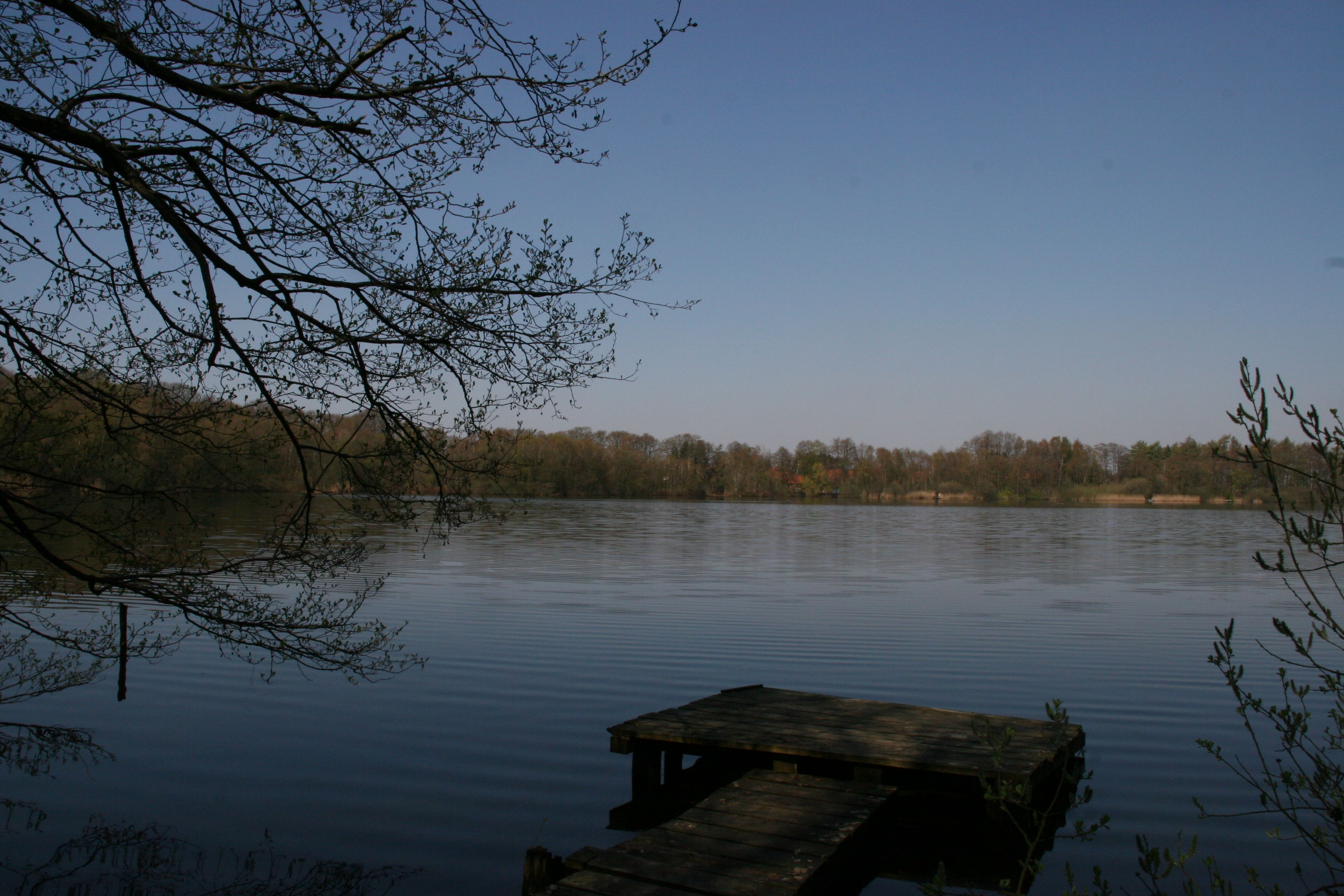
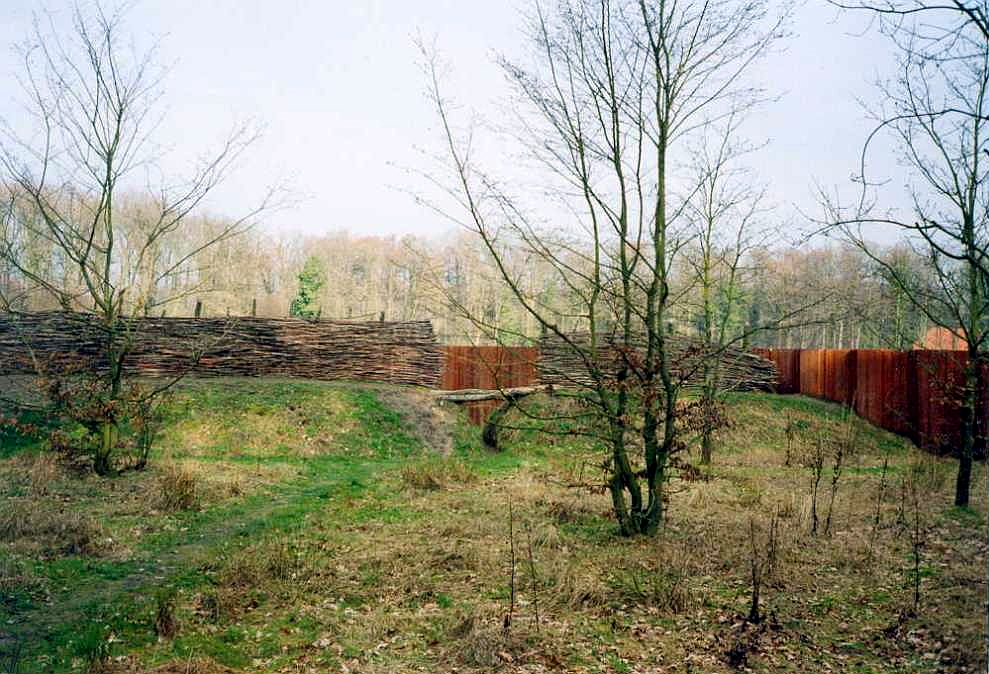
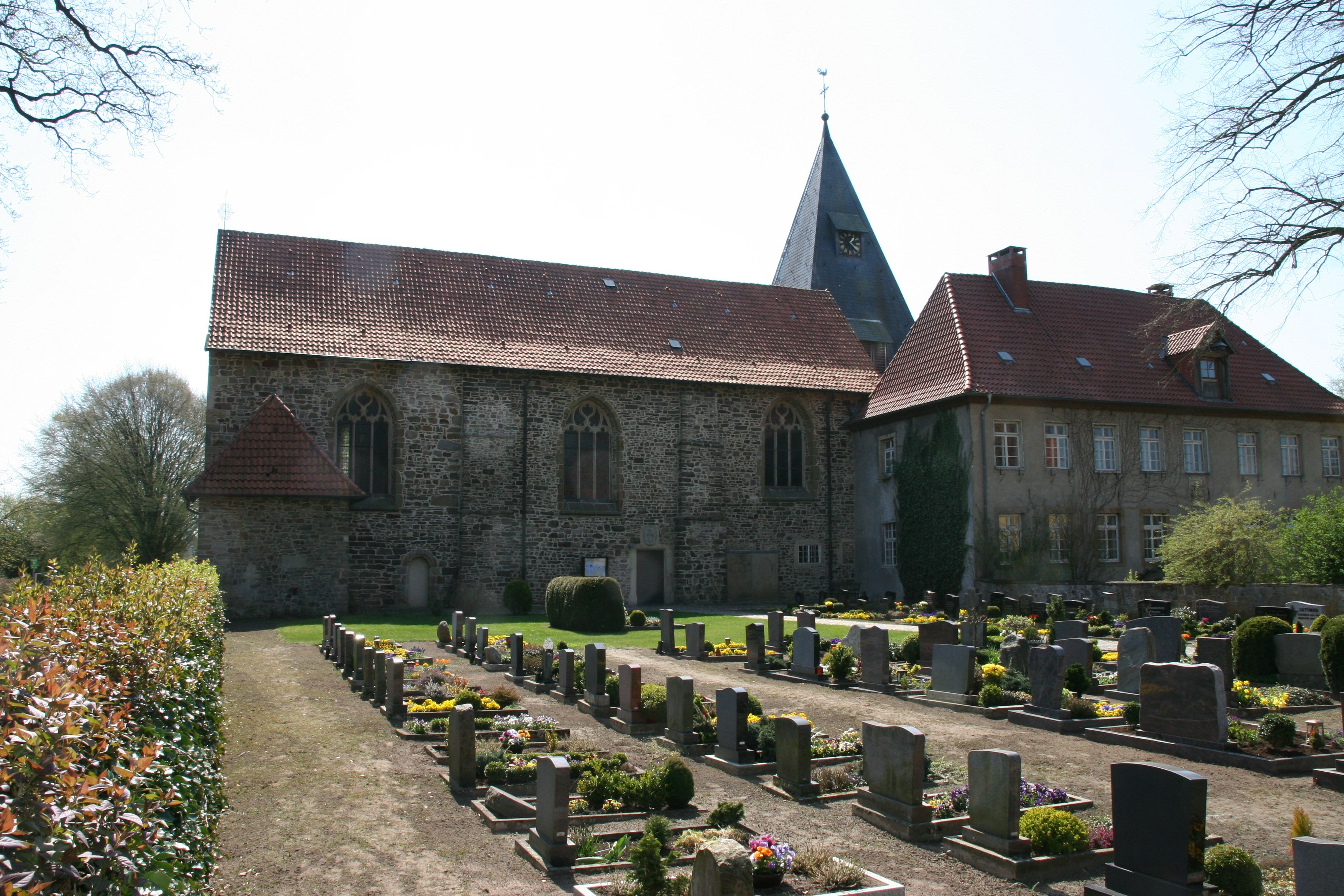
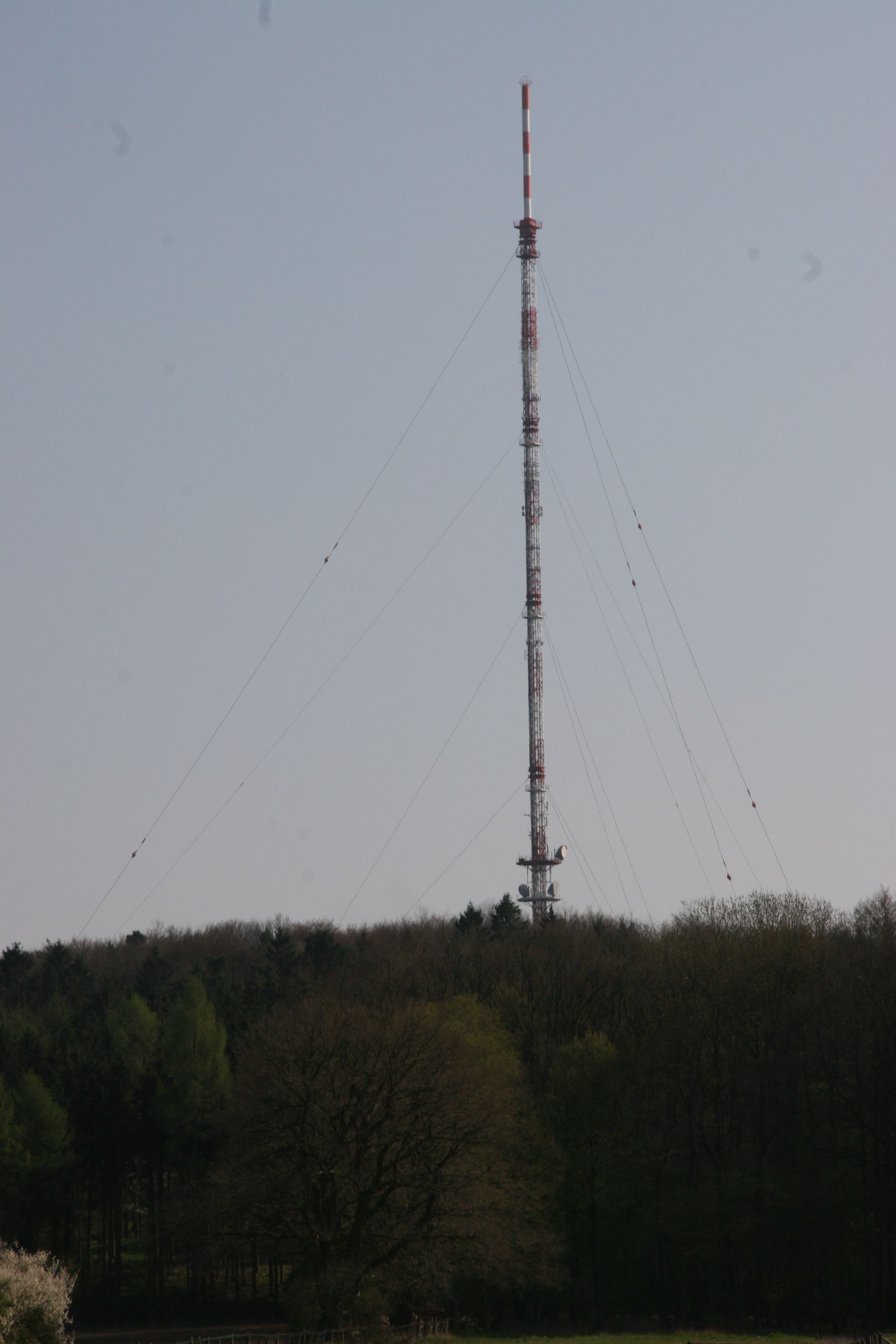
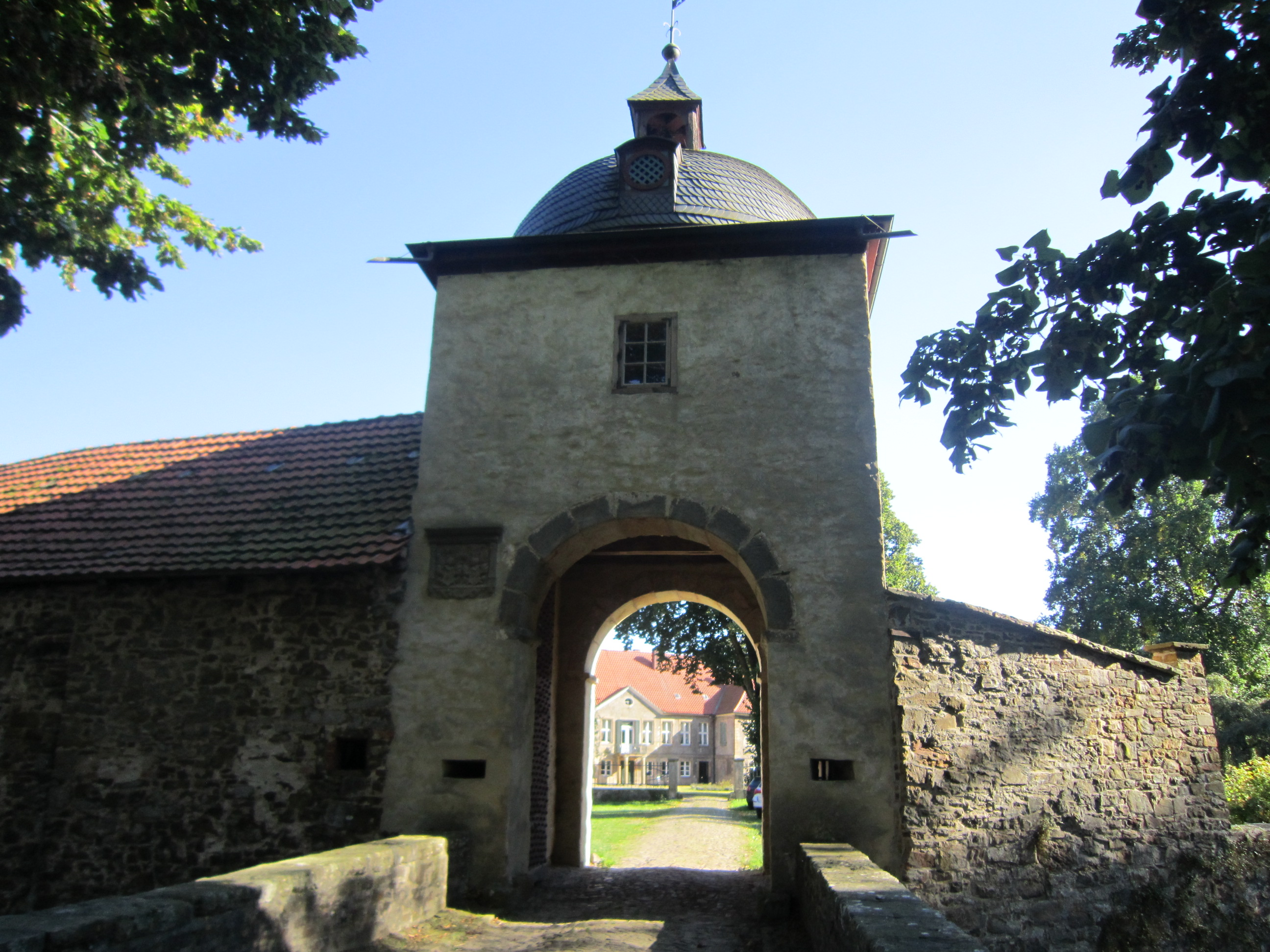

## Населення
Населення становить 32 103 ос. (станом на 31 грудня 2021). Динаміка населення:
| Рік  | Населення |
| ---- | --------- |
| 1990 | 32 690    |
| 1995 | 28 937    |
| 2000 | 32 258    |
| 2005 | 31 013    |
| 2010 | 31 033    |

## Історичні події
Неподалік від сучасного м. Брамше в 9 році н. е. сталася Битва в Тевтобургському лісі між германцями і римської армією.